# ピーター・シンガー
ピーター・シンガー（Peter Singer, 1946年7月6日 - ）は、オーストラリア・メルボルン出身の哲学者、倫理学者。モナシュ大学教授を経て、現在、プリンストン大学教授。専門は応用倫理学。功利主義の立場から、倫理の問題を探究している。著書『動物の解放』は、動物の権利や菜食主義の思想的根拠として、広く活用されている。『ザ・ニューヨーカー』誌によって「最も影響力のある現代の哲学者」と呼ばれ、2005年に『タイム』誌では「世界の最も影響力のある100人」の一人に選ばれた。メルボルン大学出身で、そこで法学、史学、哲学を学んだ。
両親は第二次世界大戦の前にウィーンから移住したユダヤ人で母は医者、父は茶、コーヒーの輸入業を営む。

## 応用倫理学

### 動物解放論
人種差別や女性差別に対抗する平等の原理を「利益に対する平等な配慮」だとシンガーは考える。つまり、利益を持つことができる存在すべてに対し平等な配慮を与える、という原理である。この原理の適用は人間のみに限られる理由はなく、動物にも広げられるべきだと考える。なぜなら、ある存在が「苦しみ」を感じることができる限り、その存在は「苦しみを避ける」ことに利益を持つと言うことができ、動物、大雑把に言って、脊椎動物はその振る舞い、人間との解剖学的な類似、進化上の共有から、苦しみを感じることができると考えられるからである。「ある存在が苦しみを感じることができる限り、その苦しみを考慮しないことは道徳的に正当化できない」と彼は主張する。人間の小さな利益のために動物の大きな利益を犠牲にするような態度を、「種差別」と呼んで非難している。
彼の最も影響力のある著作、『動物の解放』（1975年）において、シンガーは、人間の動物への扱いの中でも特に、動物実験と工場畜産を批判している。工場畜産については特に、このシステムに経済的な援助を与え、その存続を支持してしまうことを避けるため、工場畜産で生産された肉や卵、牛乳の消費をやめるべきだと主張している。シンガー自身30年以上に渡る菜食主義者である。
なお、同じく功利主義者であるジェレミー・ベンサムと同様、動物を苦しめずに殺すことは問題にならないという立場である。人間などの高等な生物は生活計画を持ち、それを殺して妨げるのは不正だが、そういったものを持たない生物を苦しめずに殺すのは不正ではないとしている。

### 自発的安楽死
シンガーは功利主義の立場から、自身の要請にもとづいてのみ殺される場合、安楽死は許容されると論じる。自発的でさえあれば、延命を止める消極的安楽死と、致死薬を打つなどの積極的安楽死の倫理的差異も認めない。シンガーは、人格を有する存在は死の援助を受けることを含めた自己決定権を持ち、義務として生きることを強要されてはならないと論じる。たとえ現状を維持することで死を避けられるとしても、自発的安楽死は認められるべきと主張する。例えばシンガーは重度のうつ病の者の自発的な安楽死を容認し、「死んだ方がマシ」という耐え難い生の質が存在することを認める。

### 新生児の安楽死
人間だけを特別視する宗教的な考えを拒否すれば、重度脳障害または重度知的障害を持った人間を、同等の精神的知的レベルの動物と峻別することが困難になる、とシンガーは表明する。
シンガーによれば、胎児は一瞬一瞬の快楽と苦痛と経験を入れる受容体であり、成人は瞬間的な快不快だけでなく持続的に自己を意識する。意識能力を持った存在は「人格」と呼ばれ、胚や胎児までも含む人間という生物種とは区別される。一方で人間の胚、胎児、ごく初期の新生児の道徳的な地位はかなりの程度まで等しく、意識能力によって生命の価値は大きく異なるとシンガーは考える。シンガーは、胎児や新生児が将来的には人格を持つ潜在性があるため成人と等しい価値がある、という議論を否定する。性交の時期、避妊などの日常的な選択の全てが、個別の潜在的な人格が生じることを阻んでおり、胎児や新生児も「将来の人格」であり代替可能であるとシンガーは論ずる。
このことから、親が育児を望まず、養子の引き取り手もいない場合、障害をもった新生児の死を選択することが正当化できる場合があるとシンガーは論じる。

### 貧困
『飢えと豊かさと道徳』、『実践の倫理』において、シンガーは、世界の貧困に対する富裕な国に住む人々の義務を説いている。シンガーによれば、貧困を削減するために尽力することは、「してもしなくてもいいが、したら善いこと」ではなく、「しなかったら悪いこと」である。そもそも、「殺すこと」と「死ぬにまかせること」のあいだに本質的な違いはない、と論じるとともに、次の例を用いてそれを例証している。つまり、小さな子どもが、浅い池で溺れており、周りに自分しか人間がいない、という状況である。池はひざの高さまでしかなく、池に入って行って引き上げれば簡単に子どもを助けることができる。しかし、もしそうすれば、昨日買ったばかりの新しい靴が駄目になってしまう。私はどうするべきか。「もちろん、助けるべきである」と、たいていの人は考えるだろう、とシンガーは言う。この状況において私は、子どもを助けても助けなくてもいいのではなく、助けなかったら悪いことをしているのである。この道徳的判断の背後にある原理は次のようなものであると彼は言う。つまり、「何か非常に悪いことが起きるのを防ぐことが、それと同じくらい道徳的に重要なものを犠牲にせずに私にできるならば、私はそれを為すべきである」という原理である。先の例において言えば、子どもの死という非常に悪いことを、新品の靴という比較的小さな犠牲によって防ぐことができるのである。
そしてこの原理は、貧困の状況にも適用される、と彼は考える。貧困と戦うNGOなどの団体に金銭を寄付することによって、富裕な国の住人は比較的小さな犠牲で貧困に陥っている人々を救うことができるからである。彼は、裕福な国の人々に、もっと多くのお金を寄付することを呼びかけており、シンガー自身、OxfamやUNICEFなどの団体に、自身の収入の25%を寄付している。

## 著書

### 単著
- Democracy and Disobedience, (Clarendon Press, 1973).
- Animal Liberation: A New Ethics for Our Treatment of Animals, (Random House, 1975).

戸田清訳、『動物の解放』（技術と人間, 1988年）（改訂版、人文書院、2011年）
- Practical Ethics, (Cambridge University Press, 1979; second edition,1993; third edition,2011).

山内友三郎・塚崎智監訳、『実践の倫理』（昭和堂, 1991年; 第二版,1999年）
- Marx, (Oxford University Press, 1980).

重田晃一訳、『マルクス』（雄松堂出版, 1989年）
- The Expanding Circle: Ethics and Sociobiology, (Clarendon Press, 1981).
- Hegel, (Oxford University Press, 1983).

島崎隆訳、『ヘーゲル入門――精神の冒険』（青木書店, 1995年）
- Rethinking Life & Death: the Collapse of Our Traditional Ethics, (St. Martin's Press, 1994).

樫則章訳、『生と死の倫理――伝統的倫理の崩壊』（昭和堂, 1998年）
- How Are We to Live?: Ethics in an Age of Self-Interest, (Prometheus Books, 1995).

山内友三郎監訳、『私たちはどう生きるべきか――私益の時代の倫理』（法律文化社, 1995年、のちちくま学芸文庫, 2013年）
- Ethics into Action: Henry Spira and the Animal Rights Movement, (Rowman & Littlefield, 1998).
- A Darwinian Left: Politics, Evolution, and Cooperation, (Yale University Press, 2000).

竹内久美子訳、『現実的な左翼に進化する』（新潮社, 2003年）
- Writings on an Ethical Life, (Ecco Press, 2000).
- One World: the Ethics of Globalization, (Yale University Press, 2002).

山内友三郎・樫則章訳、『グローバリゼーションの倫理学』（昭和堂, 2005年）
- Unsanctifying Human Life: Essays on Ethics, (Blackwell, 2002).

浅井篤・村上弥生・山内友三郎監訳、『人命の脱神聖化』（晃洋書房, 2007年）
- The President of Good and Evil: the Ethics of George W. Bush, (E. P. Dutton, 2004).

中野勝郎訳、『「正義」の倫理――ジョージ・W・ブッシュの善と悪』（昭和堂, 2004年）
- The Life You Can Save: Acting Now to End World Poverty（2009）.

児玉聡・石川涼子訳、『あなたが救える命――世界の貧困を終わらせるために今すぐできること』（勁草書房, 2014年）
- The Most Good You Can Do: How Effective Altruism Is Changing Ideas About Living Ethically. （Yale University Press, 2015.）

関美和訳、『あなたが世界のためにできるたったひとつのこと――〈効果的な利他主義〉のすすめ』、NHK出版、2015年。
- Ethics in the Real World: 82 Brief Essays on Things That Matter., (Princeton University Press, 2016).

### 共著
- Animal Factories, with Jim Mason, (Harmony Books, 1980).

高松修訳、『アニマル・ファクトリー――飼育工場の動物たちの今』（現代書館, 1982年）
- The Reproduction Revolution: New Ways of Making Babies, with Deane Wells, (Oxford University Press, 1984).

加茂直樹訳、『生殖革命――子供の新しい作り方』（晃洋書房, 1988年）
- Making Babies: the New Science and Ethics of Conception, with Deane Wells, (C. Scribner's Sons, 1985).
- Should the Baby Live?: the Problem of Handicapped Infants, with Helga Kuhse, (Oxford University Press, 1985).
- Ethical and Legal Issues in Guardianship Options for Intellectually Disadvantaged People. with Terry Carney, (Australian Government Publishing Service, 1986).
- Individuals, Humans, Persons: Questions of Life and Death, with Helga Kuhse, (Academia Verlag, 1994).
- The Way We Eat: Why Our Food Choices Matter, with Jim Mason, (Rodale, 2006).

### 編著
- In Defence of Animals, (Blackwell, 1985).

戸田清訳、『動物の権利』（技術と人間, 1986年）
- Applied Ethics,(Oxford University Press, 1986).
- A Companion to Ethics, (Blackwell, 1991).
- Ethics, (Oxford University Press, 1994).
- In Defense of Animals: the Second Wave, (Blackwell, 2006).

### 共編著
- Animal Rights and Human Obligations, co-edited with Tom Regan, (Prentice-Hall, 1976).
- Test-Tube Babies: A Guide to Moral Questions, Present Techniques, and Future Possibilities, co-edited with William A. W. Walters, (Oxford University Press, 1982).

坂元正一・多賀理吉訳、『試験管ベビー』（岩波書店, 1983年）
- Embryo Experimentation: Ethical, Legal and Social Issues, co-edited with, Helga Kuhse, Stephen Buckle and Karen Dawson, (Cambridge University Press, 1990).
- The Great Ape Project: Equality beyond Humanity, co-edited with Paola Cavalieri, (St. Martin's Press, 1994).

山内友三郎・西田利貞監訳、『大型類人猿の権利宣言』（昭和堂, 2001年）
- A Companion to Bioethics, co-edited with Helga Kuhse, (Blackwell, 1998).
- Bioethics: An Anthology, co-edited with Helga Kuhse, (Blackwell, 1999, 2nd ed., 2006).
- The Moral of the Story: An Anthology of Ethics through Literature, co-edited with Renata Singer, (Blackwell, 2005).